# 言語島
言語島（げんごとう）または言語の島（げんごのしま）とは、長い間周辺部との交流が隔絶されたり、別言語を話す集団が大量移住してきたりしたために、周囲とは異なる特徴を持つ言語が分布している状態のことである。
「孤立した言語」は、系統的に近い言語が（遠方も含めて）存在しないことを指し、言語島とは別の概念である。

## 日本における言語島の例
- 周囲からの隔絶によるもの - 山岳による例が多い。
  - 大鳥方言・三面方言（山形県鶴岡市大鳥、新潟県村上市三面）[1] - 中舌母音がなくアクセントが周囲と異なる。
  - 奈良田方言（山梨県早川町奈良田）[1] - 周辺と異なる特殊なアクセント体系（周辺部は東京式）。四つ仮名を区別する。
  - 井川方言（静岡市旧井川村）[1] - 無アクセント（周辺部は東京式）。古い表現が残っている。
  - 秋山郷方言（長野県栄村、新潟県津南町）[1] - 周辺部とは音韻体系や文法が異なる。
  - 白峰方言（石川県白山市旧白峰村）[1] - 周囲の加賀弁とは特徴が異なる。
  - 奥吉野方言（奈良県吉野郡南部）[1] - 周辺部と異なり東京式アクセントである（周辺部は京阪式）。アクセント以外の発音や文法も周辺部とは異なる点が多い。
  - 八丈方言（東京都八丈支庁）[1] - 関東地方本土の方言と大きく異なり、他の伊豆諸島の方言とも一線を画す。

- 大量移住によるもの
  - 北海道新十津川町 - 本町は奈良県十津川村からの集団移住者が多いため、文法やアクセントが周辺部とは異なる。十津川の方言は上述の奥吉野方言に属するため、「言語島の住民が移住して新たな言語島を形成した」という珍しい事例である。
  - 下北弁（青森県下北半島） - 戊辰戦争後、会津藩の斗南藩移封に伴い、約1万5千人以上の会津藩士が集団移住した影響で、東北地方最北端の地でありながら、南奥羽方言的な特徴が見られる。
  - 気仙沼方言（宮城県気仙沼市） - 大阪商人が開いた港町であるので大阪弁の混入があり、周辺の東北弁とは異質な単語が見られる。ただしアクセントは影響を受けていない。
  - 東京方言（江戸言葉・山の手言葉）・首都圏方言 - 江戸幕府開府から今日に至るまで、日本全国から武士・商人・労働者など様々な階層の人間が流入して発展した都市であるため、主に文法面で、周辺の西関東方言とは異なるものが多い。アクセントも周辺部と多少違う。
  - 千葉弁 - 房総半島南部や銚子市周辺などの沿岸部では、江戸時代に海運を通じて紀伊半島からの移住者が多くいたことから、関東地方でありながら西日本方言である紀州弁の要素が見られた。
  - 千葉県君津市 - 君津製鉄所の開設に伴い、八幡製鐵の従業員とその家族約2万人が福岡県北九州市から一度に移住したため、同地の方言や文化が移入され、児童の間で君津と北九州の方言をミックスした言葉も生まれたという。2018年時点で、九州文化の面影はどうにか見つけられる程度になっていた。[2]昔、千葉の新日鉄は九州の言葉と関東の言葉でとっさに意思疎通がはかれないことを危惧して、九州の方言を禁止した結果、北海道の方言が流行ったという話もある。
  - 家中弁 - 近世の藩主とその家中の転封によって、各地の城下町では庶民と異なる言語の島が形成されていた。山形市の香澄町弁、佐賀県唐津市の「城内言葉」、三重県桑名市や宮崎県延岡市の家中弁、などがある[3]。
  - 海士方言（石川県輪島市海士町）[1] - 九州北部の漁民が移住して開いた町で、周囲の輪島市方言とは異なる点が多い。
  - 大東諸島方言（沖縄県南大東島・北大東島） - 琉球王国時代には無人島であり、明治期に八丈島出身の開拓団によって開発が進められたため[4]、沖縄県内の方言としては唯一琉球諸語の影響を受けず、八丈方言（八丈語）に由来する大東諸島方言が形成された。現在では琉球諸語やウチナーヤマトグチの要素も見られる。

## 日本国外における言語島の例
- 大量移住もしくは周囲の同化によるもの
  - ハンガリー語 - ウラル語族に属しながらインド・ヨーロッパ語族話者に包囲される。
  - ルーマニア国内におけるハンガリー語 - トリアノン条約でハンガリー領からルーマニア領に変わったのちもハンガリー語話者が留まり続けたため。
  - ユダヤ諸語
  - ソルブ語 - ドイツ語話者に包囲されたため。
  - アルゲーロ - カタルーニャ移民が発展させた町であるため、サルデーニャにありながらカタルーニャ語の一種が使用される。
  - バスク語 - ロマンス語話者に包囲されたため。
  - ブラーフーイー語 - インド・ヨーロッパ語族話者に包囲されたため。ドラビダ語族には同様に言語島となったものがいくつかある（下図参照）。
  - ケベック・フランス語 - 17世紀頃フランス領時代にフランス各地から多くの移民が入植したため。
  - マラガシ語 - 紀元5世紀、ボルネオ南東部から移住してきたため。
  - アラビア語中央アジア方言 - 遊牧アラブ人の移住による。
  - モン・ミエン諸語 - シナ語派話者によって包囲される。
  - 深圳市 - 中国各地から大量の労働者が流入した結果、広東語ではなく普通話が一般的に話されている。
  - トゥチャ語
- 周囲からの隔絶によるもの
  - ブルシャスキー語 - 山岳による。
  - ヴォート語 - 川や湖により交通が不便なため。

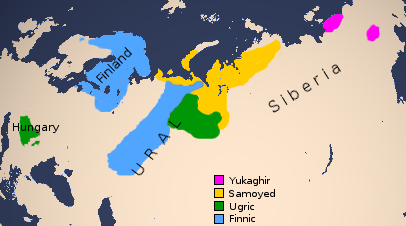
ウラル語族の分布。ハンガリー語は同語族の他言語とは地理的に大きく離れている。
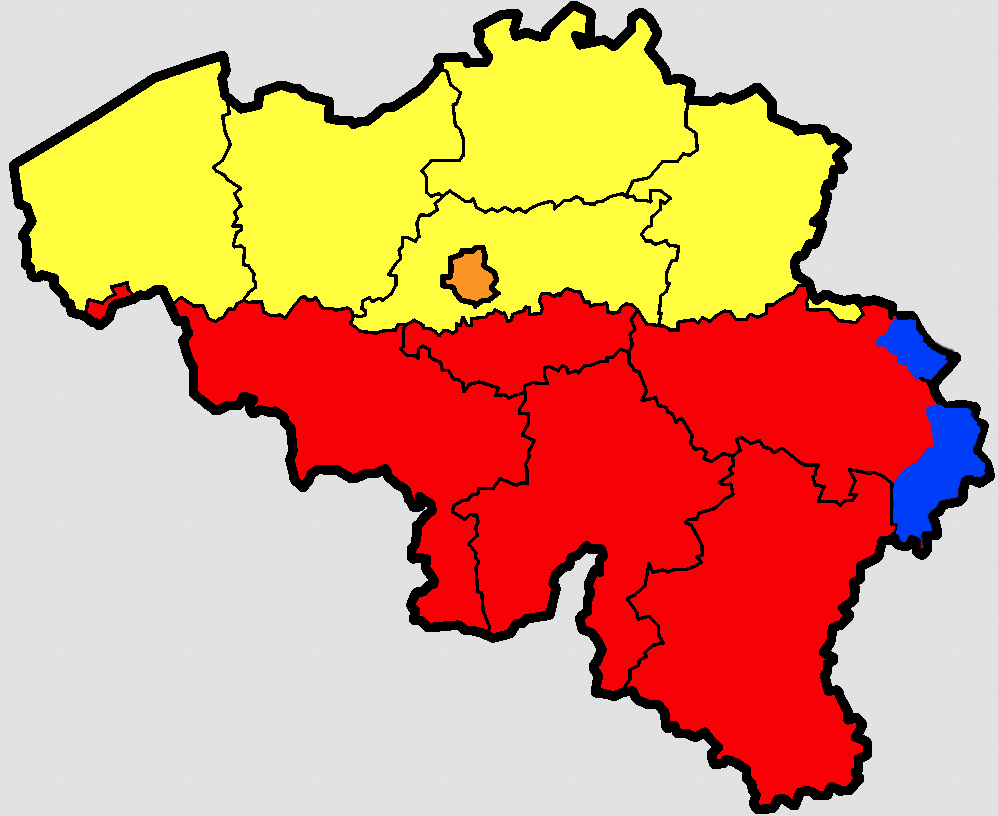
ベルギーはオランダ語圏（黄色）とフランス語圏（赤色）に大分されるが、ブリュッセル（橙色）はオランダ語圏にあってフランス語が優勢な地域である。
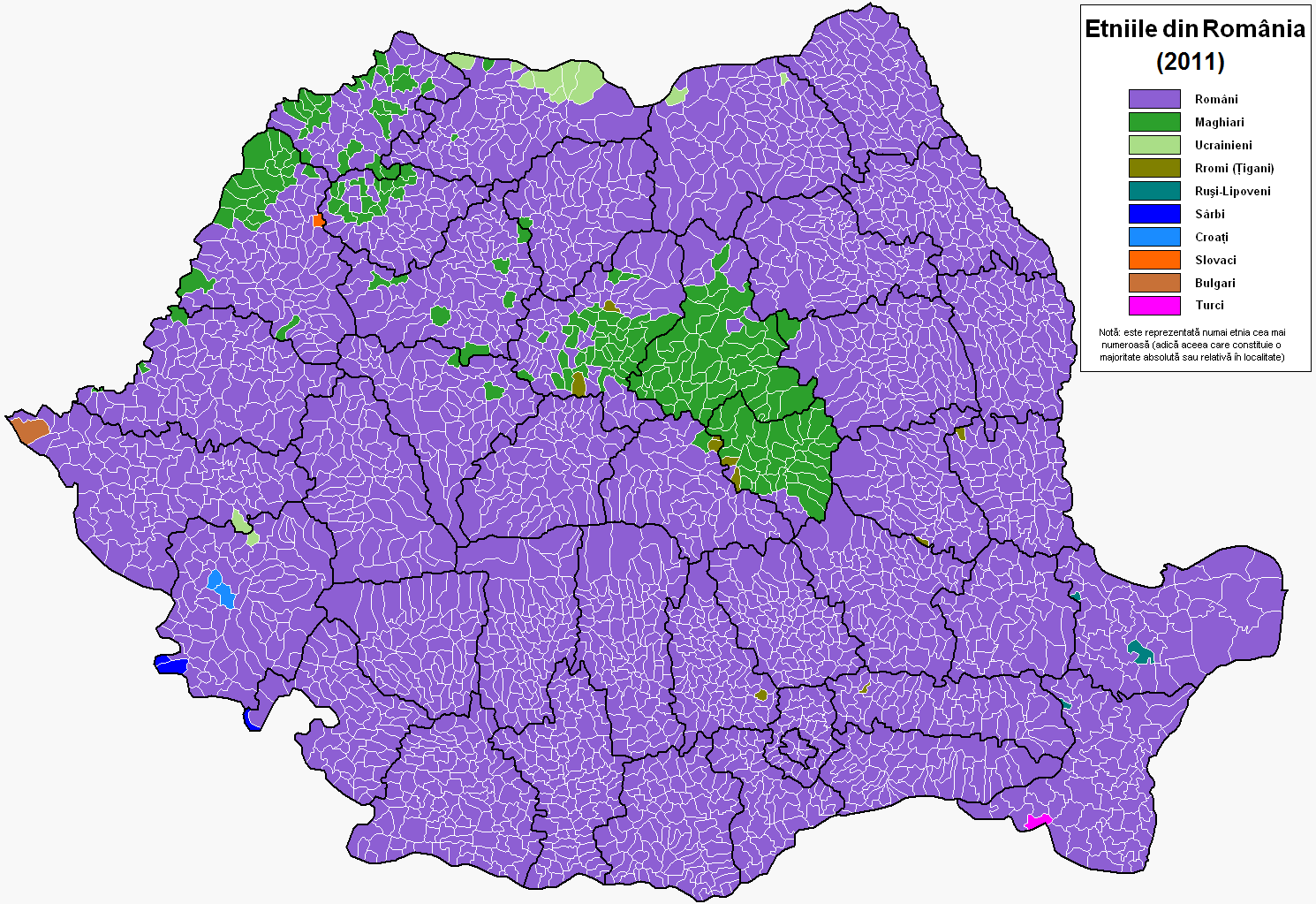
ルーマニアの言語事情。紫色がルーマニア語使用地域、緑色がハンガリー語使用地域。
ドイツのソルブ語使用地域（濃緑色）
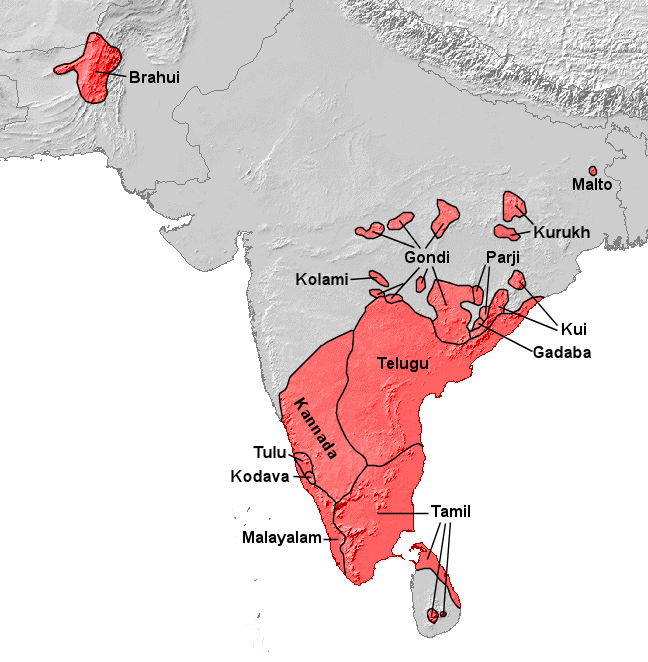
ドラビダ語族の使用地域（赤色）。地図左上がブラーフーイー語。
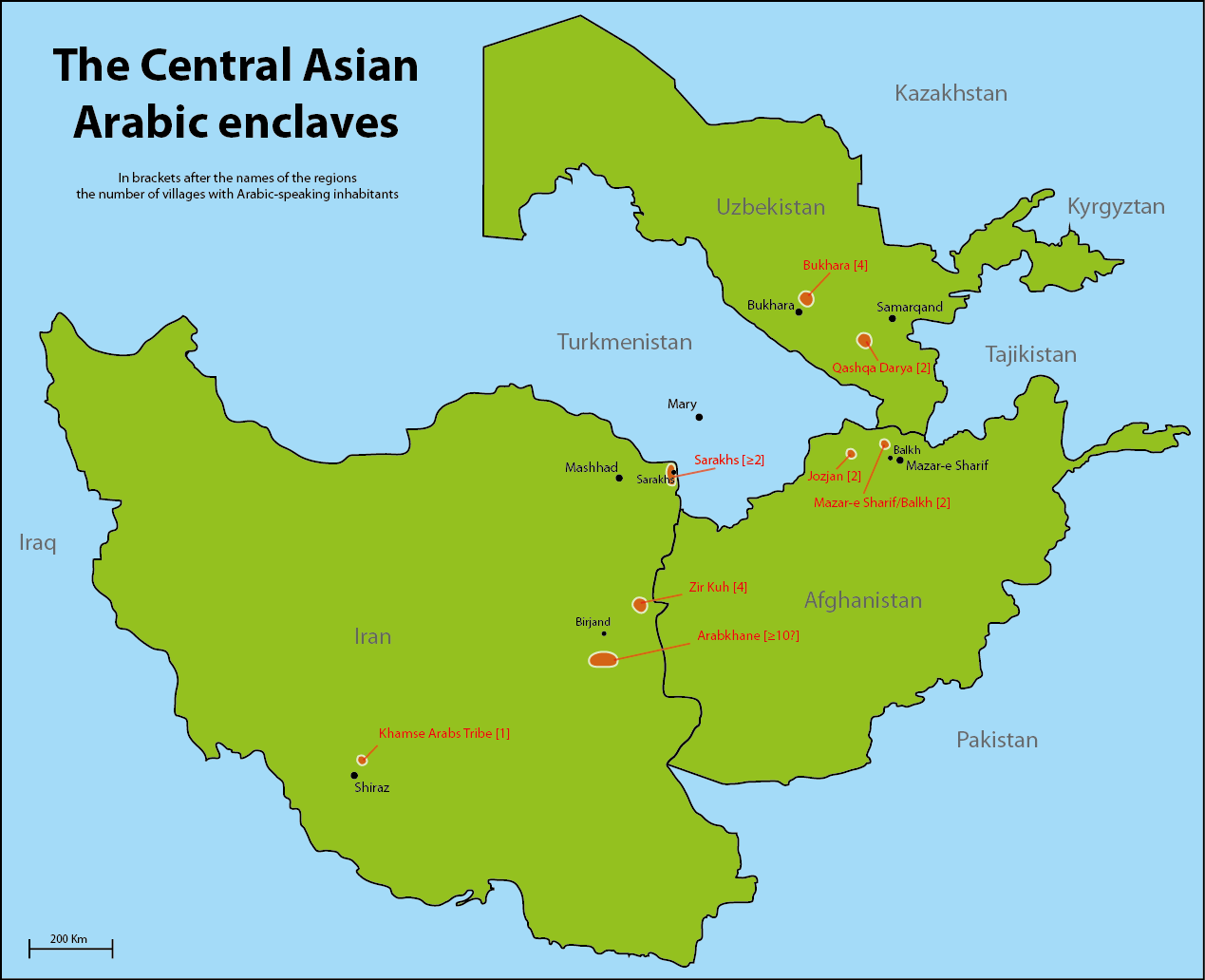
主なアラビア語中央アジア方言の言語島。